# Xiamazhuang (köpinghuvudort i Kina, Jiangsu Sheng, lat 32,53, long 120,95)
Xiamazhuang (kinesiska: 下马庄, 洋口镇) är en köpinghuvudort i Kina. Den ligger i provinsen Jiangsu, i den östra delen av landet, omkring 210 kilometer öster om provinshuvudstaden Nanjing. Antalet invånare är 71 181. Befolkningen består av 36 393 kvinnor och 34 788 män. Barn under 15 år utgör 7,0 %, vuxna 15-64 år 71 %, och äldre över 65 år 20,0 %.
Runt Xiamazhuang är det tätbefolkat, med 819 invånare per kvadratkilometer. Närmaste större samhälle är Fengli, 12,9 km sydost om Xiamazhuang. Trakten runt Xiamazhuang består till största delen av jordbruksmark.
Genomsnittlig årsnederbörd är 1 284 millimeter. Den regnigaste månaden är juli, med i genomsnitt 239 mm nederbörd, och den torraste är januari, med 34 mm nederbörd.